# The Freshman
The Freshman is een stomme film uit 1925 onder regie van Fred C. Newmeyer en Sam Taylor. Harold Lloyd speelt een student, ondanks het feit dat hij toentertijd 31 jaar oud was.
De film werd een enorm succes, waardoor er al snel meer universiteitsfilms gemaakt werden. Zo bracht Buster Keaton een jaar erop College uit, een film met een gelijknamig verhaal.

## Verhaal
Harold 'Speedy' Lamb is een buitenstaander die hoopt op de universiteit populair te worden. Vanwege zijn hopeloze pogingen verandert hij al snel in de jongen die iedereen uitlacht. Speedy denkt echter dat de aandacht die hij krijgt positief is. Alleen Peggy staat hem bij en waardeert hem voor wie hij echt is. Desondanks durft ze niet te zeggen dat hij enkel een "grap" is in de ogen van de anderen.
Wanneer hij met de waarheid geconfronteerd wordt, besluit Speedy te bewijzen dat hij niet een grote grap is en doet mee aan de grote footballwedstrijd.

## Rolverdeling
| Acteur            | Personage                           |
| ----------------- | ----------------------------------- |
| Harold Lloyd      | The Freshman (Harold 'Speedy' Lamb) |
| Jobyna Ralston    | Peggy                               |
| Brooks Benedict   | The College Cad                     |
| James Anderson    | The College Hero                    |
| Hazel Keener      | The College Belle                   |
| Joseph Harrington | The College Tailor                  |
| Pat Harmon        | The Football Coach                  |